# Heterrhachispa kurandae
Heterrhachispa kurandae es una especie de insecto coleóptero de la familia Chrysomelidae, descrita en 1957 por Gressitt.